# رامون مارتينيز (مبارز بالسيف)
رامون مارتينيز (بالإسبانية: Ramón Martínez)‏ هو مبارز بالسيف إسباني، ولد في 12 يونيو 1926 في شقوبية في إسبانيا، وتوفي في 3 أغسطس 1999.

## وصلات خارجية
- رامون مارتينيز على موقع أوليمبيديا (الإنجليزية)